# Alberto Menarini
Alberto Menarini (Bologna, 8 aprile 1904 – Bologna, 26 gennaio 1984) è stato un linguista italiano, noto per i suoi studi sui gerghi, sulle lingue furbesche, su alcune zone marginali della lingua come le formazioni neologiche, e uno fra i primi a notare l'influenza del cinema sulla lingua comune. È stato uno fra i più importanti studiosi del dialetto bolognese.

## Biografia
Diplomatosi presso l'istituto tecnico Pier Crescenzi, trovò lavoro come corrispondente commerciale presso una ditta bolognese, impiego che avrebbe mantenuto fino alla pensione. Pur non avendo mai frequentato l'università, si formò una solida preparazione linguistica che andò applicando alla ricerca con metodo rigoroso.
Il suo saggio Voci zingare nel gergo bolognese 
lo fece conoscere al mondo accademico, con cui fu un interlocutore di primo livello, con contatti con R.A. Hall jr., M.L. Wagner, Bruno Migliorini e altri. Collaborò a Lingua nostra, Archivio glottologico italiano, Archivum romanicum, Le lingue estere e a numerose altre riviste, pubblicando 893 lavori. 
A partire dalla metà degli anni Cinquanta iniziò a dedicarsi soprattutto al dialetto bolognese, di cui, secondo Lorenzo Filipponio divenne lo studioso più autorevole. Questa sua opera di recupero gli valse una laurea honoris causa da parte dell'Università degli studi di Bologna. Sempre secondo Filipponio:

## Principali opere[1]
- I gerghi bolognesi (1942)
- Contributi gergali in Atti del Reale Istituto Veneto di scienze, lettere ed arti, 1942-43
- Ai margini della lingua (1947)
- Profili di vita italiana nelle parole nuove (1951)
- Il cinema nella lingua - La lingua nel cinema (1955)
- Bolognese invece (1964)[2].
- Tizio, Caio e San Petronio (1968)
- Fra il Sàvena e il Reno (1969)
- Uomini e bestie nel dialetto bolognese (1970)
- Proverbi bolognesi (1971)
- Motti e detti bolognesi (1974)
- Bologna dialettale: parole, frasi, modi, etimologie (1978)
- Vocabolario intimo del dialetto bolognese: amoroso, sessuale, scatologico (1982)
- Pinzimonio bolognese (postumo, 1985)
- Parlare italiano a Bologna (postumo, 1985, con F. Foresti).